# Spiegelliest

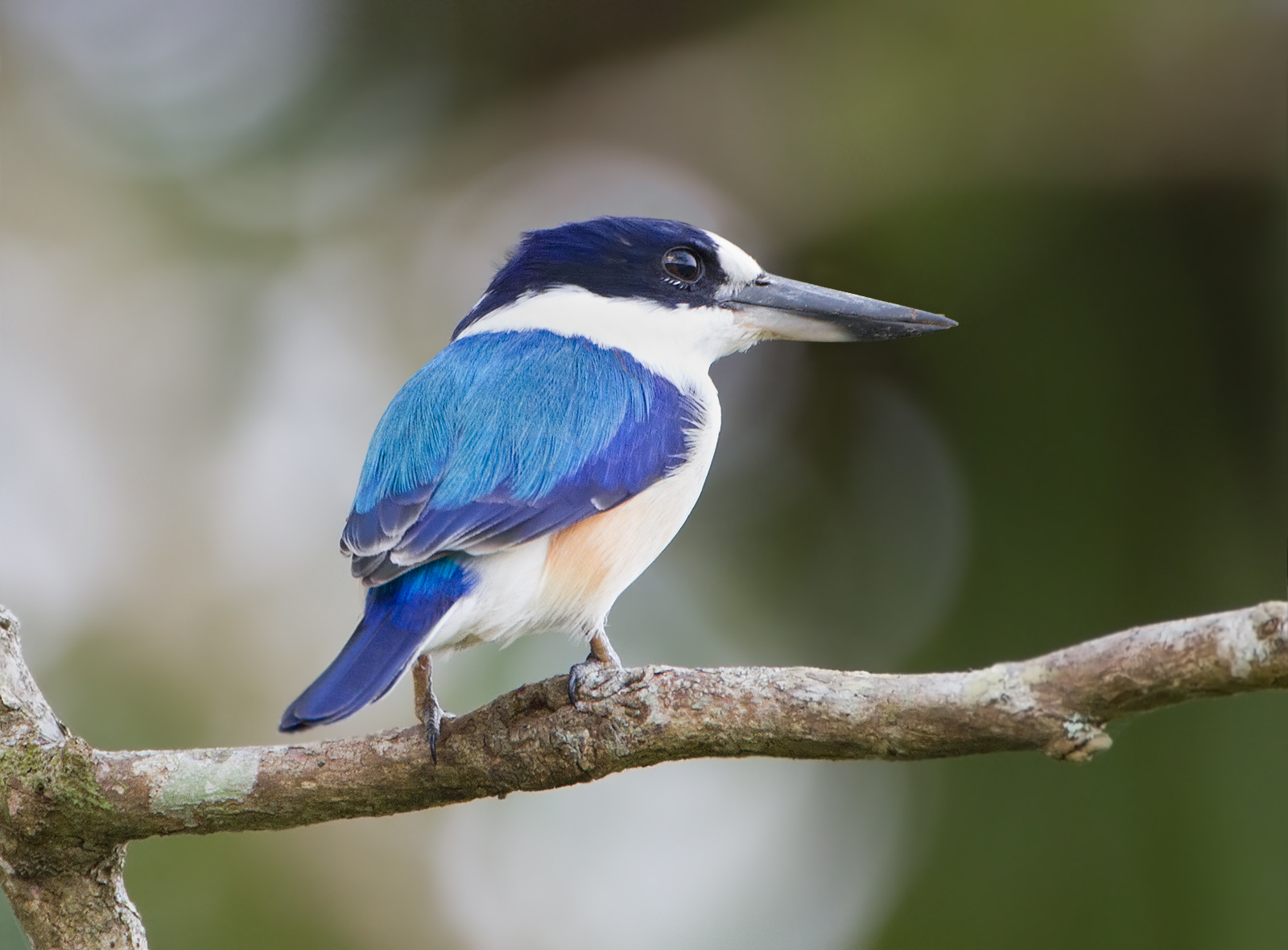
Spiegelliest, Daintree, Australien

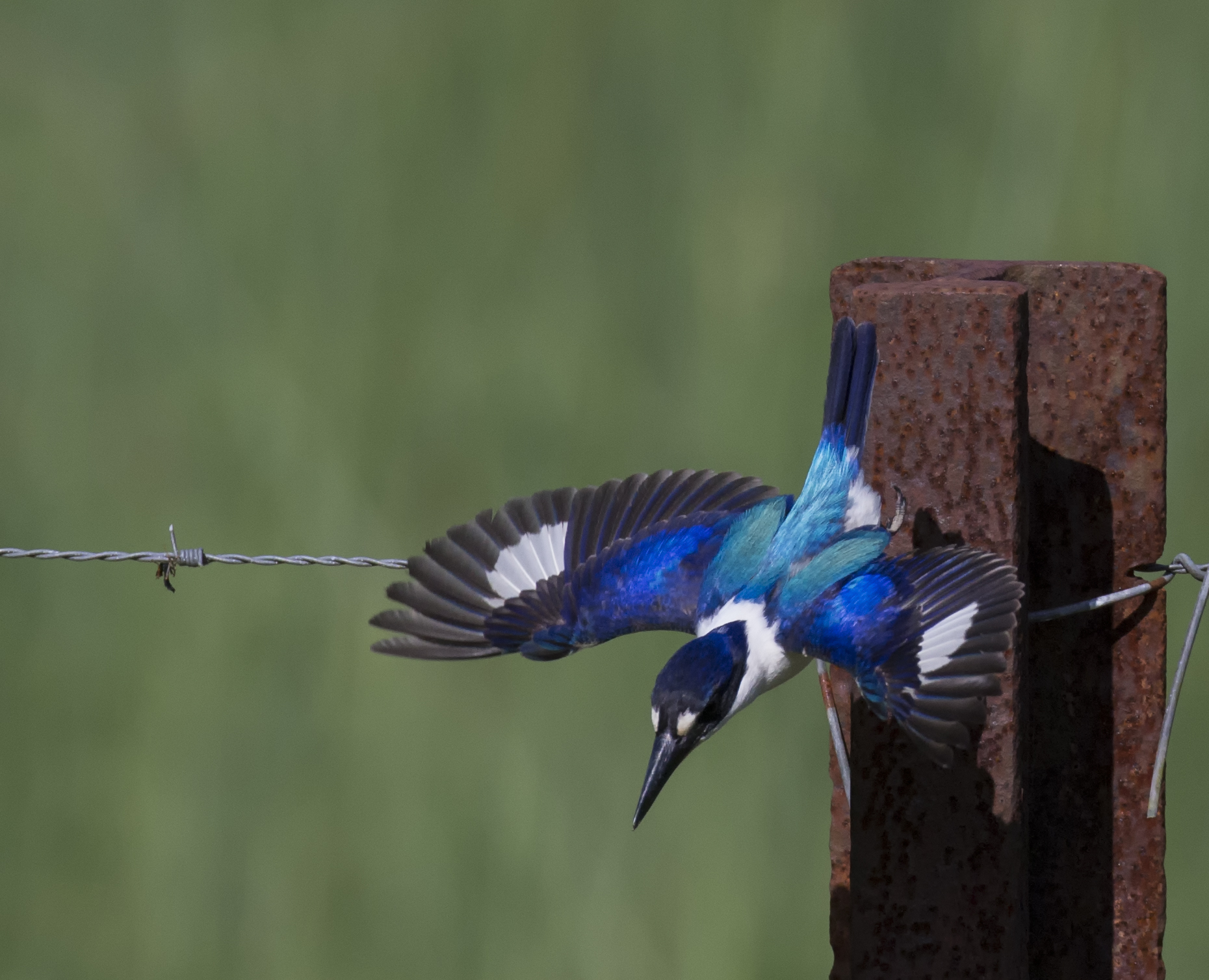
Spiegelliest im Flug

Der Spiegelliest (Todiramphus macleayii) ist eine Art der Eisvögel, die im australischen Raum und Papua-Neuguinea beheimatet ist. Es werden mehrere Unterarten unterschieden.
Die Bestandssituation des Spiegelliest wurde 2016 in der Roten Liste gefährdeter Arten der IUCN als „Least Concern (LC)“ = „nicht gefährdet“ eingestuft.

## Merkmale
Der Kopf des 20 cm langen und 39 g schweren Spiegelliests ist großteils königsblau gefärbt, weist aber einen breiten schwarzen Augenstreif und einen weißen Stirnfleck auf. Die Augen sind dunkelbraun. Das Männchen hat einen weißen Kragen, der beim Weibchen fehlt. Die Oberseite ist königsblau gefärbt, mit einem türkisfarbenen Rücken. Der Schwanz ist oberseits blau und unterseits schwarz bis dunkelgrau gefärbt. In Flug ist ein weißer Flügelfleck zu sehen. Der schwarze Schnabel hat unten einen rosafarbenen Streifen.
Die östliche Unterart Todiramphus macleayii incincta hat einen grüneren Rücken und einen kleineren Flügelfleck.
Trotz des scheinbar auffälligen Gefieders ist der Spiegelliest in seinem natürlichen Lebensraum kaum auszumachen, da sein Gefieder vor den Grün-, Grau- und Brauntönen eines tropischen Waldes deutlich unauffälliger ist.

## Verwechselungsmöglichkeiten
Der auffällige weiße Stirnfleck ist eines der Merkmale, das den Spiegelliest von den meisten anderen australischen Eisvögeln unterscheidet. Er ist vergleichbar nur bei dem Mangrovenzwergfischer zu finden. Dieser ist allerdings deutlich kleiner und ist am Hals anders gefärbt. Verwechselungsmöglichkeiten bestehen wegen der dunklen Gesichtsmaske aber außerdem mit dem Halsbandliest, dem Götzenliest und dem Rotbürzelliest.
Halsbandliest und Götzenliest sind allerdings auf der Körperoberseite überwiegend grün-oliv und der Rotbürzelliest hat einen rotorangen Bürzel. Die Weibchen des Spiegelliest haben gelegentlich isabellfarbene Flanken  und ähneln darin dem Götzenliest. Die Nestlinge des Spiegelliest sind außerdem vom Halsbandliest schwierig zu unterscheiden. Eindeutigstes Unterscheidungsmerkmal bei den Nestlingen ist der blaue Scheitel beim Spiegelliest. Nestlinge des Halsbandliest haben dagegen einen olivfarbenen Scheitel.

## Vorkommen
Der Spiegelliest kommt mit zwei Unterarten im tropischen und subtropischen Teilen Australien vor: Die Nominatform ist im Top End vertreten. Das Verbreitungsgebiet der Unterart T. m. Incancta reicht von Cape York bis zum Macleya River in New South Wales. Er hält sich bevorzugt in offenen Hartlaubwäldern entlang von Wasserläufen, Sümpfen und Billabongs auf. Die meisten Populationen sind Standvögel; die im südöstlichen Queensland und im nordöstlichen New South Wales ziehen teilweise nach Neuguinea. Auf Neuguinea und Neubritannien lebt die Unterart T. m. Elisabeth. Diese kommt dort noch in Höhenlagen von 1600 Metern vor.

## Verhalten
Spiegellieste leben gewöhnlich paarweise und verteidigen ein Revier, dass sie nach jetzigem Wissensstand über mehrere Jahre besetzen. Sie sind Ansitzjäger, die von einer Warte aus auf Beute lauern.
Die Nahrung des Spiegelliests besteht aus Käfern, Spinnen, Heuschrecken, Würmern, sowie kleinen Eidechsen und Fröschen. Die Beute wird tagsüber von einem Ansitz aus gejagt und durch Schlagen gegen einen Ast getötet.

## Fortpflanzung
Der Spiegelliest brütet in Baumhöhlen, selbst gegrabenen Erdhöhlen in Steilwänden aus Lehm oder festem Sand, oder in Wurzeln umgefallener Bäume. Häufig benutzt er Termitennester in Bäumen 4 bis 12 Meter über dem Grund. Beide Brutvögel helfen beim Bebrüten der drei bis vier Eier und bei der Aufzucht der Küken. Die Brutzeit beträgt 18 Tage und die Nestlingszeit 28 Tage.

## Einzelbelege
1. ↑  Todiramphus macleayii in der Roten Liste gefährdeter Arten der IUCN 2016.1. Eingestellt von: BirdLife International, 2016. Abgerufen am 3. Oktober 2017.
2. ↑  Strahan: Cuckoos, Nightbirds & Kingfishers of Australia. S. 144.
3. 1 2  C. Hilary Fry, Kathie Fry, Alan Harris: Kingfishers, Bee-Eaters, & Rollers. S. 166
4. ↑  C. Hilary Fry, Kathie Fry, Alan Harris: Kingfishers, Bee-Eaters, & Rollers. S. 167